# 竹中幸史
竹中 幸史（たけなか こうじ、1970年- ）は、日本のフランス史学者、山口大学教授。

## 人物・来歴
京都大学大学院文学研究科博士後期課程満期退学。2002年「フランス革命期ルーアンのジャコバン=クラブ :「政治的ソシアビリテ」と文化変容」で文学博士。神戸女学院大学文学部准教授。2016年山口大学人文学部教授。フランス革命史、フランス近代史。『フランス革命と結社』で2005年度渋沢・クローデル賞本賞受賞。

## 著書
- 『フランス革命と結社 政治的ソシアビリテによる文化変容』昭和堂, 2005
- 『図説フランス革命史』 (ふくろうの本) 河出書房新社, 2013

共編著
- 『教養のフランス近現代史』杉本淑彦共編著. ミネルヴァ書房, 2015

## 論文
- ＜竹中幸史